# قائمة قرارات مجلس الأمن التابع للأمم المتحدة لعام 2025
تتضمن قائمة قرارات مجلس الأمن التابع للأمم المتحدة لعام 2025 جميع القرارات الصادرة عن مجلس الأمن التابع للأمم المتحدة خلال العام 2025.

## القائمة
| رقم القرار | الرمز            | نص القرار                        | موضوع القرار                                        |
| ---------- | ---------------- | -------------------------------- | --------------------------------------------------- |
| 2768       | S/RES/2768(2025) | نص القرار على موقع الأمم المتحدة | صيانة السلم والأمن الدوليين                         |
| 2769       | S/RES/2769(2025) | نص القرار على موقع الأمم المتحدة | الوضع في ليبيا                                      |
| 2770       | S/RES/2770(2025) | نص القرار على موقع الأمم المتحدة | موعد الانتخاب لشغل منصب شاغر في محكمة العدل الدولية |
| 2771       | S/RES/2771(2025) | نص القرار على موقع الأمم المتحدة | الوضع في قبرص                                       |